# 巴莱拉
巴莱拉是委内瑞拉西部特鲁希略州的一座城市，人口约13万（2001年）。城市内有意大利人、葡萄牙人、华人、哥伦比亚人和西班牙人社区，一所私立大学Universidad Valle del Momboy，以及。该市为特鲁希略州的经济中心，也是委内瑞拉通往安第斯山脉区域的大门。